# Leucochitonea amneris
Leucochitonea amneris är en fjärilsart som beskrevs av Hans Rebel och Alois Friedrich Rogenhofer 1894. Leucochitonea amneris ingår i släktet Leucochitonea och familjen tjockhuvuden. Inga underarter finns listade i Catalogue of Life.